# Duje Dukan
Duje Dukan (Spalato, 4 dicembre 1991) è un cestista croato con cittadinanza statunitense.
È il figlio di Ivica Dukan, anch'egli cestista.